# Бикнарат
Бикнарат (тат. Бикнарат) — деревня в Высокогорском районе Республики Татарстан, в составе Большебитаманского сельского поселения.

## География
Деревня находится вблизи границы с Республикой Марий Эл, в 39 км к северо-западу от районного центра — посёлка Высокая Гора.

## История
Окрестности деревни были обитаемы в эпоху поздней бронзы, о чём свидетельствует археологический памятник — Бикнаратская стоянка. Основание деревни относят к XVIII веку.
В сословном плане, до отмены крепостного права жители деревни числились государственными крестьянами. Занимались земледелием (в начале XX века земельный надел сельской общины составлял 524,5 десятин) и скотоводством.
В начале XX века в деревне действовали мечеть, 3 мелочные лавки. В этот период земельный надел сельской общины составлял 524,5 десятин.
До 1920 году деревня входила в Сотнурскую волость Краснококшайского (до 1919 г. — Царёвококшайский) уезда Казанской губернии. В 1920—1921 годах в составе Марийской автономной области. С 22 сентября 1921 года в Арском кантоне ТАССР. С 10 августа 1930 года в Дубъязском, с 1 февраля 1963 года в Зеленодольском, с 12 января 1965 года в Высокогорском районах.
В 1931 году в деревне был образован колхоз. В 1994—1999 годах ассоциация сельскохозяйственных кооперативов «Алга», в 1999–2004 годах сельскохозяйственный производственный кооператив «Агрофирма «Игенче», с 2014 года в составе общества с ограниченной ответственностью «Битаман»
.

## Население
| 1803 | 1859 | 1897 | 1908 | 1922 | 1926 | 1938 | 1949 | 1958 | 1970 | 1989 | 2002 | 2010 | 2017 |
| ---- | ---- | ---- | ---- | ---- | ---- | ---- | ---- | ---- | ---- | ---- | ---- | ---- | ---- |
| 80   | 201  | 393  | 480  | 429  | 572  | 660  | 551  | 433  | 380  | 214  | 201  | 182  | 155  |

Национальный состав села — татары.

## Экономика
Жители занимаются полеводством, животноводством.

## Инфраструктура
В деревне функционируют фельдшерско-акушерский пункт.

## Религия
Мечеть «Райхат» (с 1997 г.).

## Известные люди
- К. Х. Ибатуллин (1928—2011) — советский работник строительной отрасли, каменщик, Герой Социалистического Труда.